# Hardencourt-Cocherel
Hardencourt-Cocherel és un municipi francès situat al departament de l'Eure i a la regió de Normandia. L'any 2007 tenia 274 habitants.

## Demografia

### Població
El 2007 la població de fet de Hardencourt-Cocherel era de 274 persones. Hi havia 94 famílies, de les quals 16 eren unipersonals (12 homes vivint sols i 4 dones vivint soles), 27 parelles sense fills, 47 parelles amb fills i 4 famílies monoparentals amb fills.
La població ha evolucionat segons el següent gràfic:
Habitants censats

### Habitatges
El 2007 hi havia 135 habitatges, 100 eren l'habitatge principal de la família, 24 eren segones residències i 10 estaven desocupats. 133 eren cases i 1 era un apartament. Dels 100 habitatges principals, 88 estaven ocupats pels seus propietaris, 10 estaven llogats i ocupats pels llogaters i 2 estaven cedits a títol gratuït; 1 tenia dues cambres, 8 en tenien tres, 22 en tenien quatre i 70 en tenien cinc o més. 81 habitatges disposaven pel capbaix d'una plaça de pàrquing. A 39 habitatges hi havia un automòbil i a 59 n'hi havia dos o més.

### Piràmide de població
La piràmide de població per edats i sexe el 2009 era:
| Homes | Edats   | Dones |
| ----- | ------- | ----- |
| 0     | 95 o +  | 0     |
| 0     | 90 a 94 | 0     |
| 0     | 85 a 89 | 0     |
| 4     | 80 a 84 | 4     |
| 0     | 75 a 79 | 4     |
| 4     | 70 a 74 | 8     |
| 0     | 65 a 69 | 0     |
| 4     | 60 a 64 | 8     |
| 12    | 55 a 59 | 8     |
| 12    | 50 a 54 | 4     |
| 8     | 45 a 49 | 8     |
| 12    | 40 a 44 | 12    |
| 16    | 35 a 39 | 16    |
| 20    | 30 a 34 | 12    |
| 4     | 25 a 29 | 4     |
| 8     | 20 a 24 | 0     |
| 12    | 15 a 19 | 12    |
| 12    | 10 a 14 | 4     |
| 20    | 5 a 9   | 0     |
| 4     | 0 a 4   | 0     |

## Economia
El 2007 la població en edat de treballar era de 185 persones, 135 eren actives i 50 eren inactives. De les 135 persones actives 124 estaven ocupades (69 homes i 55 dones) i 11 estaven aturades (6 homes i 5 dones). De les 50 persones inactives 16 estaven jubilades, 15 estaven estudiant i 19 estaven classificades com a «altres inactius».

### Ingressos
El 2009 a Hardencourt-Cocherel hi havia 106 unitats fiscals que integraven 283 persones, la mediana anual d'ingressos fiscals per persona era de 19.449 €.

### Activitats econòmiques
Dels 8 establiments que hi havia el 2007, 3 eren d'empreses de construcció, 1 d'una empresa de comerç i reparació d'automòbils, 1 d'una empresa d'hostatgeria i restauració, 1 d'una empresa d'informació i comunicació, 1 d'una empresa de serveis i 1 d'una empresa classificada com a «altres activitats de serveis».
Dels 3 establiments de servei als particulars que hi havia el 2009, 2 eren fusteries i 1 lampisteria.
L'any 2000 a Hardencourt-Cocherel hi havia 3 explotacions agrícoles.

## Poblacions més properes
El següent diagrama mostra les poblacions més properes.